# مهشید شریف
مهشید شریف با نام اصلی مهشید زهرا فاتحی (زادهٔ ۱۳۳۷ در همدان) نویسنده، عکاس، پژوهشگر، روانشناس و فارغ‌التحصیل مقطع کارشناسی ارشد در رشته «روانشناسی یادگیری» از دانشگاه استکهلم است.
مهشید فاتحی با مجید شریف ازدواج کرده بود و با او یک فرزند به نام پویا دارد.
وی مقیم کشور سوئد و متخصص علوم رفتاری است و آثارش را علاوه بر خارج از کشور، به زبان فارسی در ایران نیز منتشر می‌کند.
مهشید شریف علاوه بر زبان سوئدی به زبان‌های انگلیسی، فرانسوی، اسپانیایی، کردی و ترکی تسلط دارد.
آثار شریف بیشتر با مطالعه در حوزه‌های روان‌شناسی، عملاً شخصیت‌های دارای ناهنجاری و کسالت‌های روحی و روانی را در فضای داستان‌های عاطفی پرورش می‌دهد و به مسئله زنان و آنچه هستی آنان و تاریخ زنان را شکل می‌دهد، می‌پردازد.
شریف در جواب این سؤال خبرنگار روزنامه همشهری که در نوشتن به دنبال چه چیزی هستید؟ چه کمبودی در داستان دیگران و به‌طور کلی ادبیات ایران حس می‌کنید که دست به نوشتن داستان و رمان می‌زنید؟ چنین پاسخ می‌دهد:
هر داستان‌نویسی در مرحله اول به دنبال قصه‌گویی است. فارغ از این‌که شخصیت اصلی زن باشد یا مرد فراموش نمی‌کنم که اصل قصه‌گویی است و من با نوشتن در حال تعریف یک قصه و یک زندگی هستم. مرحله بعدی این است که کاراکترها زن می‌شوند و زن‌ها یک ویژگی خاص پیدا می‌کنند.
البته این مسئله طبیعتاً بر می‌گردد به حساسیت‌های من نسبت به مسئله زنان و آنچه هستی آنان و تاریخ زنان را شکل می‌دهد.
نمی‌توانم عنوان کنم که من از داستان استفاده می‌کنم تا مسائل زنان را تشریح کنم، من از داستان استفاده می‌کنم که قصه زنان را بازگو کنم. اگر نوشته من در این زمینه بتواند ابعاد گسترده‌تری به خود بگیرد بر می‌گردد به توانایی من در قصه گویی.
وی همچنین در جواب پس در نوشتن مسئله زن و زنان اولویت شما نیست؟ اضافه می‌کند:
در داستان دنبال چنین مسئله‌ای به‌طور مستقیم نیستم. من ده‌ها مقاله در زمینه علوم رفتاری نوشته‌ام و اگر بخواهم مسائل خاصی را در مورد زنان بدانم از طریق مقاله‌ها دنبال می‌کنم. اگر هم نظر یا انتقادی داشته باشم و موضوعی را دنبال کنم به داستان نمی‌کشم. کاری با راه‌حل‌ها ندارم و داستان را دنبال می‌کنم. کار پژوهشی متفاوت است، منبع لازم دارد اما اینجا ممکن است پرسش مطرح شود و پاسخ را هم من ندانم یا نخواهم مطرح کنم.

## آثار
بچه‌هایی از این جنس (رمان)
حلقه‌های درهم (رمان)
اسم من نیلی (این رمان به فریبا وفی تقدیم شده‌است)
درک متقابل (رمان)
آموزش برای رفتار بهتر (پژوهش)
نه چندان دور (مان)
آوازهای یک رؤیا (رمان)
به اندازهٔ یک خیال (رمان)